# Facundo Santo Remedio
Facundo Santo Remedio (Montevideo, 31 de agosto de 1986) es un actor e influencer uruguayo.

## Biografía
Nació en 1988 en Montevideo, capital de Uruguay. Comenzó como empleado público, y luego incursionó en el teatro, con varias obras para el Estado.
En el año 2017 se inscribió, junto a su novia (y también actriz) Paula Silva, al reality show de parejas argentino Despedida de solteros, emitido por Telefe. Fueron los ganadores del concurso, y obtuvieron como premio una boda, una luna de miel, y una casa en Pilar, en el barrio San Sebastián Country Club, que la consiguieron tres años después.
En ese año forma parte del elenco principal de la película Neptunia, su debut en el cine. Al año siguiente forma parte del programa de radio Código virtual conducido por Andy Vila, por la 970 AM Radio Universal. También protagoniza el videoclip Tan solo fuiste de Joaquín Bardanca.
Entre 2018 y 2019 participa en las obras de teatro; Como caído del cielo junto a su esposa Silva, Timón de antenas de Sheakspeare, y Si sucede conviene junto a Luis Alberto Carballo, Adriana Da Silva y elenco.
En el 2019 conduce el programa documental Uruguay, por el camino de Darwin emitido en Discovery Channel.
En 2020 coprotagonizó la serie para televisión argentina en coproducción con España y Uruguay, Fehler 78, interpretando a Marco.
En el 2021 será nuevamente participante de un reality show, en este caso en Uruguay, en la segunda temporada MasterChef Celebrity por Canal 10.

## Vida personal
Estuvo casado desde el año 2017 con la también actriz Paula Silva, tras ganar el concurso Despedida de solteros.
Se separaron en el 2022

## Filmografía

### Televisión
| Año  | País                 | Título                           | Rol                              | Notas            |
| ---- | -------------------- | -------------------------------- | -------------------------------- | ---------------- |
| 2017 | Bandera de Argentina | Despedida de solteros            | Participante junto a Paula Silva | Ganador          |
| 2019 | Bandera de Uruguay   | Uruguay, por el camino de Darwin | Presentador                      | Documental       |
| 2020 | Bandera de Uruguay   | Feheler 78                       | Marco                            | Elenco principal |
| 2021 | Bandera de Uruguay   | MasterChef Celebrity             | Participante                     | Eliminado        |

### Películas
| Año  | País               | Título   | Personaje | Notas            |
| ---- | ------------------ | -------- | --------- | ---------------- |
| 2017 | Bandera de Uruguay | Neptunia | Javier    | Elenco principal |

### Teatro
| Año  | País               | Título               | Notas            |
| ---- | ------------------ | -------------------- | ---------------- |
| 2018 | Bandera de Uruguay | Como caído del cielo | Coprotagonista   |
| 2018 | Bandera de Uruguay | Timón de atenas      | Elenco principal |
| 2019 | Bandera de Uruguay | Si sucede conviene   | Elenco principal |